# Działoszyce (gmina)
Działoszyce – gmina miejsko-wiejska w województwie świętokrzyskim, w powiecie pińczowskim. W latach 1975–1998 gmina położona była w województwie kieleckim.
Siedziba gminy to Działoszyce.
Według danych z 30 czerwca 2004 gminę zamieszkiwało 5736 osób.

## Struktura powierzchni
Według danych z roku 2002 gmina Działoszyce ma obszar 105,48 km², w tym:
- użytki rolne: 82%
- użytki leśne: 12%

Gmina stanowi 17,25% powierzchni powiatu.

## Liczba ludności miasta i gminy Działoszyce w latach 2002-2023
(liczba ludności zamieszkującej miasto i gminę Działoszyce według stanu na dzień 31 grudnia danego roku na podstawie Głównego Urzędu Statystycznego   - spadek liczby ludności rok do roku,   - wzrost).

- 2002 – 5803
- 2003 – 5765
- 2004 – 5736
- 2005 – 5692
- 2006 – 5594
- 2007 – 5514
- 2008 – 5524
- 2009 – 5439
- 2010 – 5361(5380)[a]
- 2011 – 5335
- 2012 – 5295
- 2013 – 5252
- 2014 – 5221
- 2015 – 5143
- 2016 – 5107
- 2017 – 5033
- 2018 – 4958
- 2019 – 4900
- 2020 – 4836(4765)[b]
- 2021 –  4745(4675)[c]
- 2022 –  4640
- 2023 –  4595

## Demografia

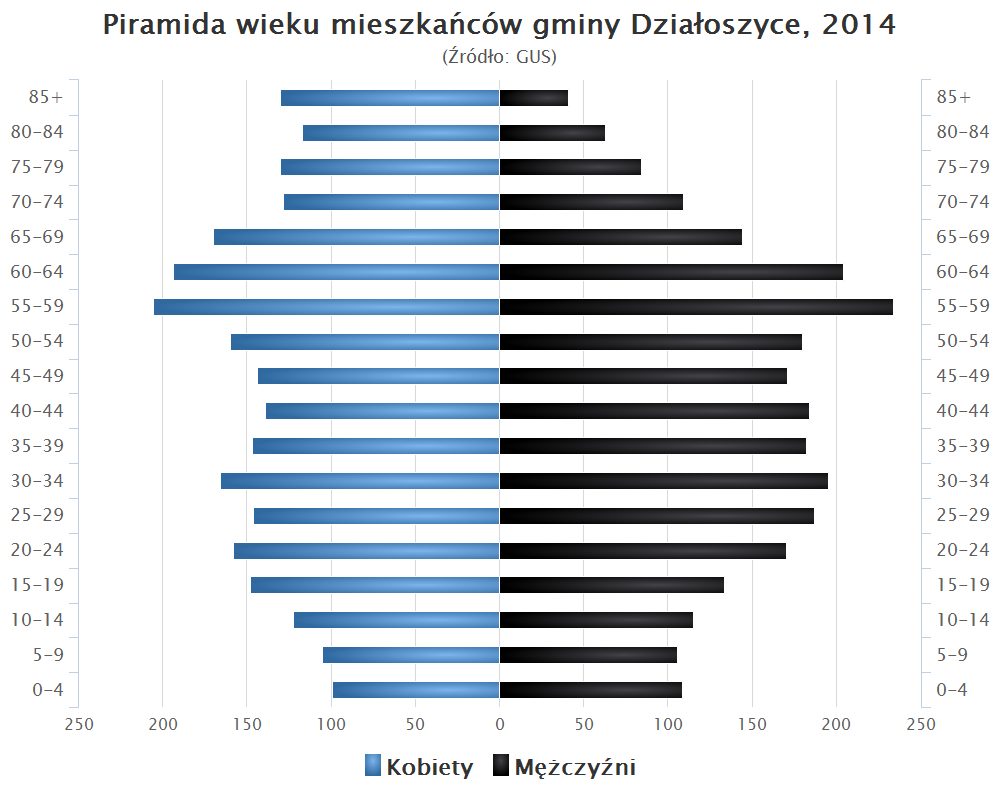
Piramida wieku mieszkańców gminy Działoszyce w 2014 roku

Dane z 30 czerwca 2004:
| Opis                              | Ogółem | Ogółem | Kobiety | Kobiety | Mężczyźni | Mężczyźni |
| --------------------------------- | ------ | ------ | ------- | ------- | --------- | --------- |
| jednostka                         | osób   | %      | osób    | %       | osób      | %         |
| populacja                         | 5736   | 100    | 2868    | 50      | 2868      | 50        |
| gęstość zaludnienia (mieszk./km²) | 54,4   | 54,4   | 27,2    | 27,2    | 27,2      | 27,2      |

## Sołectwa
Biedrzykowice, Bronocice, Bronów, Chmielów, Dębiany, Dębowiec, Dziekanowice, Dziewięczyce, Dzierążnia, Gaik, Iżykowice, Jakubowice, Januszowice, Jastrzębniki, Ksawerów, Kujawki, Kwaszyn, Lipówka, Marianów, Niewiatrowice, Opatkowice, Pierocice, Podrózie, Sancygniów, Stępocice, Sudół, Sypów, Szczotkowice, Szyszczyce, Świerczyna, Teodorów, Wola Knyszyńska, Wolica, Wymysłów, Zagaje Dębiańskie, Zagórze.
Miejscowość bez statusu sołectwa: Gołębiówka, Tomków-Gajówka.

## Sąsiednie gminy
Czarnocin, Książ Wielki, Michałów, Pińczów, Racławice, Skalbmierz, Słaboszów, Wodzisław